# Reichertsried (Münsterhausen)
Reichertsried ist ein Gemeindeteil von Münsterhausen im schwäbischen Landkreis Günzburg in Bayern.

## Geographie
Das Dorf liegt circa zwei Kilometer östlich von Münsterhausen am Waldrand. Er ist über eine Gemeindestraße von Münsterhausen aus erreichbar. Ein Abzweig führt ins benachbarte Häuserhof. Im Nordosten des Ortes befindet sich ein kleiner Weiher.

## Baudenkmäler
Sehenswert ist die Kapelle Unseres Herrn Ruh, erbaut Mitte des 18. Jahrhunderts